# Moloch (divadelní hra)

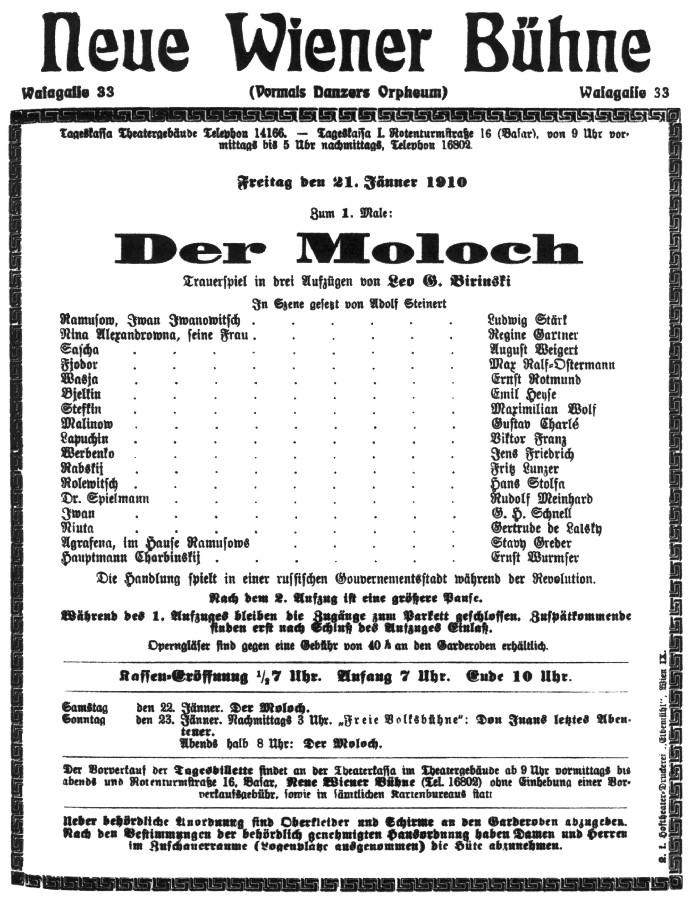
Cedule ke světové premiéře Molocha v divadle Neue Wiener Bühne ve Vídni (21. ledna 1910).

Moloch je první jevištně provedená a tiskem vydaná divadelní hra židovského dramatika a scenáristy Lea Birinského. Vídeňská premiéra v divadle Neue Wiener Bühne proběhla pod morální záštitou autorova patrona Josefa Kainze a za účasti příslušníků umělecké smetánky. Úspěch u diváků i u větší části kritiky inicioval rychlé vydání hry tiskem, její další inscenace v německém originálu i překlady do cizích jazyků. Podařilo se doložit český, slovinský a chorvatský překlad, podle dobového tisku jich však mělo být více. Do češtiny byla hra přeložena krátce po vídeňské premiéře, k jevištnímu provedení však z poněkud záhadných důvodů nedošlo. Poslední známá inscenace Molocha se uskutečnila roku 1925 v Mariboru, pak byla hra spolu s autorem zapomenuta. Na současná jeviště Moloch na rozdíl od Birinského pozdější komedie Mumraj nepronikl, hlavně pro svou přílišnou svázanost žánrem tragédie, který v tomto případě autor striktně dodržel.

## Základní informace o hře
- Autor: Leo Birinski.
- Původní název: Der Moloch.
- Podtitul: Tragédie ve třech dějstvích.
- Jazyk originálu: němčina.
- Vydání tiskem:
  - časopisecky: Ost und West, Berlin 1910;[3]
  - knižně: Berlin : Egon Fleischel & Co., 1910; Wien : F. W. Schmiedell, 1910.
- První jevištní uvedení: 21. ledna 1910 – Neue Wiener Bühne (Nová vídeňská scéna), Vídeň; režie: Adolf Steinert; celkem 10 představení; konec provozování: 22. února 1910.[1]
- Další známé inscenace v němčině:
  - Berlín – Modernes Theater (dnes divadlo Hau Eins);[4] Kolín nad Rýnem – Deutsches Theater;[5] Mnichov – Volkstheater; Lipsko – Altes Stadt-Theater.[6]
- Překlady:
  - Slovinština – Etbin Kristan (1910, název Moloh); inscenace: Lublaň – Slovensko deželno gledališče (Slovinské zemské divadlo, 1910); Terst – Slovensko gledališče (Slovinské divadlo 1912); Maribor – Narodno gledališče (Národní divadlo, 1925).[7][8]
  - Chorvatština – August Harambašić (1911, název Moloh); inscenace: Záhřeb – Narodno hrvatsko zemaljsko kazalište (Chorvatské národní divadlo, 1911), Osijek – Hrvatsko narodno kazalište (Chorvatské národní divadlo, 1919).[9]

### Moloch včeštině
- Překlad: Vincenc Červinka (1910).
- Vydání tiskem: Praha Karlín : Zora, 1924.
- Inscenace: Moloch v češtině nebyl patrně nikdy inscenován, přestože lze doložit dva pokusy o jeho jevištní uvedení. Ředitel Královského českého zemského divadla (Národní divadlo) v Praze podepsal smlouvu na uvedení Molocha hned v roce 1910, pouhých pět dní po vídeňské premiéře. Smlouva se dodnes zachovala v archivu Národního divadla. Divadlo dokonce nechalo pořídit i překlad. K realizaci však nedošlo – podle překladatele Červinky byly příčinou „potíže s cenzurou a jiné překážky povahy vnitřní“.[10] Vzhledem k dění kolem české inscenace Birinského pozdější hry Mumraj se lze domnívat, že při odmítnutí hry sehrála roli i skutečnost, že hru pojednávající o poměrech ve slovanském Rusku napsal německy židovský autor žijící ve Vídni. Druhá informace o uvažovaném uvedení Molocha v češtině pochází z roku 1922, kdy umělecký šéf Švandova divadla Jan Bor zjišťoval dopisem u překladatele Červinky podmínky.[11] K realizaci však nakonec zřejmě také nedošlo.

## Důležité postavy hry, čas a místo děje
- Ramuzov, Ivan Ivanovič
- Nina Alexandrovna, jeho žena
- Saša, 24letý syn Ramuzových
- Fedor, 22letý syn Ramuzových
- Vasja, 19letý syn Ramuzových
- Revolucionáři: Bělkin, Štefkin, Malinov, Lopuchin, Vrbenko, Rabskij, Dr. Spielmann
- Ňuta, neteř Niny Alexandrovny
- Agrafena, služka u Ramuzových
- Ivan
- Charbinskij, setník
- Teroristé.

Místo děje: ruské gubernské město
Čas děje: za revoluce (zřejmě míněno období kolem roku 1905)

## Synopse hry

### První dějství – Pokoj u Ramuzovových
Vasja a Ňuta rozmlouvají o úzkostné náladě, jíž trpí, a vzpomínají na Vasjova nejstaršího bratra Sašu. Z hovoru vyplyne, že jsou členy revoluční skupiny a že připravují něco nebezpečného. Služebná Agrafena vykládá o příchodu Antikrista a o spiknutí Židů proti pravověrným Rusům. Sluha Ivan, rovněž člen organizace, oznamuje, že policie odhalila konspirační pokoj revolucionářů – archiv se podařilo zachránit, ale zbraně a tiskárna padly do rukou policie. Někdo z revolucionářů byl zabit. Zachráněné dokumenty přinesl Ivan s sebou. Všichni členové skupiny se mají sejít na schůzi, která kvůli utajení proběhne v domě Ramuzovových. Staří Ramuzovovi se vracejí domů v doprovodu kozáků a setníka Charbinského – v domě zavládne zděšení, že byli zatčeni a že je vše prozrazeno. Jde však o nedorozumění. Kozáci doprovázeli po městě gubernátora a jeho svitu a paní Ramuzovová se radostně vrhla na gubernátorova pobočníka v domnění, že je to její nejstarší syn Saša, o němž již tři měsíce nemá zprávy a který údajně odešel studovat do ciziny. Pobočník je Sašovi velmi podobný. Vše se vysvětlilo a kozáci doprovodili rozrušené rodiče až domů. Charbinskij s kozáky odchází za dalšími povinnostmi – jedou do odhaleného konspiračního bytu revolucionářů, kteří údajně plánovali atentát na gubernátora. Ivan plánovanou schůzi skupiny vysvětlí starému Ramuzovovi jako setkání přátel, kteří chtějí zavzpomínat na Sašu, a požádá jej, aby nevycházel ze svého pokoje. Scházejí se revolucionáři, schůze začíná. Z debaty vyplyne, že kroužek má mezi sebou zrádce, který vyzradil policii konspirační pokoj. Kromě toho se odhalí, že Saša není v cizině ale ve vězení a že úkolem této skupiny je vysvobodit jej odtud za každou cenu, protože ho čeká důležitý úkol. Během předchozích pokusů už skupina přišla o 14 členů. Jeden z revolucionářů předloží důkazy, že zrádcem mezi nimi je Malinov. Ten spolupráci s policií přizná – věznění ho zlomilo, takže začal všechny soudruhy nenávidět, protože oni nepochybují. A rozhodl se jim pomstít. Zatím prozradil jen konspirační pokoj, udání soudruhů si nechával na později, až se podaří osvobodit Sašu. Vůdce revolucionářů Bělkin rozhodne, že se Malinov má sám zastřelit. Malinov prohlásí, že s policií spolupracuje ještě Štefkin, a měl by tedy být potrestán stejně. Štefkin však s policií spolupracuje z pověření ústředního komitétu, takže je z obliga. Revolucionáři losují šestici, která má osvobodit Sašu, s tím že nejméně dva její členové půjdou na jistou smrt. Los padne na oba Sašovy bratry, Vasju však s poukazem na jeho mládí dobrovolně nahradí Ivan. Mezi revolucionáře přichází starý Ramuzov. Malinov mu bez váhání oznámí, že jeho Saša je jakožto revolucionář již tři měsíce v žaláři a že všichni přítomní jsou rovněž teroristé. Šokovaný Ramuzov chce jít ihned za pobočníkem gubernátora, vše mu vysvětlit a požádat o propuštění Saši. Revolucionáři mu to tvrdě rozmluví a slíbí, že Sašu vysvobodí. Po vysvobození ze žaláře jej chtějí ukrýt zde v domě. Revolucionáři se rozcházejí, jako poslední odchází „odsouzenec“ Malinov.

### Druhé dějství – Tamtéž
Zbytek skupiny bilancuje situaci. Sašu se podařilo osvobodit a teď spí ve vedlejším pokoji, protože byl před akcí omámen opiem. Při akci zahynuli čtyři revolucionáři, mezi nimi i Fedor a Ivan. Za rok činnosti zbylo z 68 zakládajících členů skupiny pouhých dvacet. Důležité ale je, že se Saša dostal na svobodu. Štefkin přináší noviny, z nichž si pobaveně čtou informace o své akci. Zároveň informuje ostatní, že policie usilovně pátrá po uprchlíkovi i jeho osvoboditelích a chce využít svátku k vyvolání pogromu. Revolucionáři se rozhodnou provést plánovanou akci ještě ten den. Z dalšího hovoru vyplyne, že chtějí využít dokonalé podoby Saši s gubernátorovým pobočníkem k tomu, aby se v přestrojení dostal do blízkosti pečlivě střeženého gubernátora a spáchal na něj atentát. Mezi revolucionáři se objeví starý Ramuzov, pochopí, jaký mají záměr, a zoufale se snaží celou akci zhatit. Zvenku přichází Agrafena se zprávami o chystaném pogromu. Chce na domovní dveře nakreslit znamení, že v domě nežijí Židé. Revolucionáři se obávají, aby neprozradila jejich plány a zakáží jí opustit dům. Ramuzovovi se snaží vysvětlit, že atentát je nutný a poslouží dobré věci, přinese lidstvu prospěch. Saša se probere z omámení. Všechny šokuje prohlášením, že žádný atentát neprovede, protože se už nechce podílet na tomto bláznovství, na celé té „krvavé frašce“. Rozvine se bouřlivá debata o smyslu revolučních aktivit. Saša dospěl ve vězení k poznání, že jejich činnost je nesmyslná, že se všichni jen zaklínají jakýmsi „MY“ či službou lidstvu, jež je jen Molochem. Největším nepřítelem lidí je podle něj právě „lidstvo“. Bělkin se Sašu snaží přesvědčit poukazem na oběti, které stálo jeho osvobození ze žaláře. Ten vytrvale odmítá s tím, že se o vysvobození neprosil. Bělkin mu hrozí zastřelením nebo dokonce vyhozením celého domu do povětří. Z ulice se ozývá hluk davu, jak se blíží pogrom. Bělkin rozhodne, že se pokusí dav zadržet, ostatní se mají ukrýt ve sklepě. Až pogrom skončí, musí Saša provést atentát.

### Třetí dějství – Ve sklepě domu Ramuzovových
Po celou dobu zvenčí do sklepa doléhá hluk pogromu, střelba, výkřiky atd. Do místnosti občas nahlédne dveřmi u stropu někdo z revolucionářů – hluk vždy zesílí, jsou vidět odlesky požárů. Bělkin vzhledem k situaci odvolává atentát. Ramuzov pomateně mluví s vidinou Molocha. Ramuzovová se snaží zjistit, co vlastně se Sašovi stalo, bere vinu za jeho stav na sebe. Ten to odmítá. Saša vysvětluje Vasjovi, že byl ve vězení krutě mučen, ale stále věřil, že jeho oběť má smysl. Náhle však začal pochybovat, zda je jejich cesta skutečně správná, zda si vše nenamlouvají a neslouží vlastně stejnému Molochu jako jejich věznitelé. Během jejich rozhovoru se Agrafeně, která se neustále za Sašu modlí, podaří odejít ze sklepa. Vasja váhavě dává Sašovi za pravdu, že jejich cesta nemusí být správná. Saša mluví o svém dilematu: přestože pochybuje o správnosti své dosavadní činnosti, musí v ní pokračovat, protože se nemůže na vše dívat se založenýma rukama. Onen Moloch ho zcela ovládá. Prohlašuje, že atentát na gubernátora přece jen spáchá, pokud při něm určitě zahyne i on sám. Chce jej tedy provést pumou. Bělkin souhlasí a pomáhá Sašovi s převlekem a pumou. Zvenku se vrací Agrafena a říká, že Sašu zachrání jakýsi zázračný muž Dimitrij. Ze souvislosti všichni pochopí, že Sašův úkryt byl prozrazen policii. Bělkin chce ještě Sašu vyvést pryč, ale ten odmítá, protože už to nemá smysl – Moloch je dostihl. Ve dveřích se objeví setník Charbinskij a kozáci s namířenými zbraněmi. Saša vykřikne a Charbinskij jej zastřelí. Sašova poslední slova jsou: „Pozdravujte mi lidstvo!“

### Dramaturgická poznámka
Motiv atentátu na gubernátora se v Birinského raných hrách opakuje dvakrát. Po Molochovi se ve zcela parodické podobě objevuje i ve hře Mumraj. Přestože autor své hry zasadil do prostředí blíže nespecifikovaných ruských gubernií, za bezprostřední inspiraci pro tento motiv mohla posloužit událost domácí, tedy rakousko-uherská. Dne 12. dubna 1908 ve Lvově zastřelil ukrajinský student a člen tamní sociální demokracie Miroslav Sičinskij haličského místodržitele hraběte Andrzeje Kazimierza Potockého. Byl odsouzen k trestu smrti, který mu však byl císařem změněn na 20 let žaláře. Roku 1911 se mu podařilo uprchnout z vězení a emigrovat.

## Autorskoprávní dodatek
Majetková práva k samotné hře budou trvat do 31. prosince 2021 (autor zemřel v roce 1951). Do dnešního dne se nepodařilo najít ani vlastníka, ani správce těchto práv, přestože pátrání proběhlo za pomoci agentury Dilia v Německu u agentury, která zastupovala práva ke hře v době jejího vzniku, i v USA, kde Leo Birinski publikoval další díla a kde také zemřel. Pátrání po Birinského dědicích, případně po jiných vlastnících či správcích majetkových autorských práv k jeho dílu pokračuje i nadále, situace se tedy v budoucnu může změnit.